# Three Faces West
Three Faces West (Brasil: Fugitivos do Terror / Portugal: A Caminho do Ocidente) é um filme norte-americano de 1940, do gênero aventura, dirigido por Bernard Vorhaus e estrelado por John Wayne e Sigrid Gurie.

## A produção
Mistura de propaganda antinazista e exaltação ao espírito pioneiro, Three Faces West é mais um veículo para John Wayne. Seu par romântico, Ingrid Gurie, com quem demonstra pouca química, apareceu em apenas onze filmes. Ela foi promovida por Samuel Goldwyn, seu descobridor, como "A Nova Garbo" e "A Namoradinha dos Fiordes", apesar de ter nascido em Nova Iorque.
O filme, cujo pano de fundo é a Grande Depressão, retrata como o fenômeno que ficou conhecido por Dust Bowl empurrou levas e levas de famílias para a Costa do Pacífico.

## Sinopse
O doutor Karl Braun e sua filha Leni fogem do nazismo na Áustria e recomeçam a vida em uma pequena cidade dos Estados Unidos. Tentativas de cultivar a terra são frustradas por grandes tempestades de areia, que fustigam a região. Como consequência, eles e os demais moradores, liderados por John Phillips, são obrigados a migrar para o Oregon. John ama Leni, que está mais interessada no compatriota Eric von Scherer, sem desconfiar que ele agora abraça a causa de Hitler.

## Elenco
| Ator/Atriz       | Personagem              |
| ---------------- | ----------------------- |
| John Wayne       | John Phillips           |
| Sigrid Gurie     | Leni Braun              |
| Charles Coburn   | Doutor Karl Braun       |
| Spencer Charters | Doutor 'Nunk' Atterbury |
| Helen MacKellar  | Senhora Welles          |
| Roland Varno     | Doutor Eric Von Scherer |
| Sonny Bupp       | Billy Welles            |
| Wade Boteler     | Harris                  |
| Trevor Bardette  | Clem Higgins            |
| Russell Simpson  | Ministro                |
| Charles Waldron  | Doutor William Thorpe   |